# Famille Rouillé (Bretagne)
La famille Rouillé est une famille éteinte de la noblesse française originaire de Bretagne qui s'est distingué par les fonctions politiques occupées par ses membres.
Elle a été illustrée par Hilaire Rouillé de Boissy, sénateur et membre de la Chambre des Pairs (1798-1866), dernier porteur mâle du nom.
La famille Rouillé s'éteint en 1866 pour les mâles et 1870 pour les femmes.

## Histoire
La famille Rouillé dont la filiation roturière remonte à 1466 et dont la noblesse est connue depuis 1580, est originaire de Saint Brieuc. La famille s'est ensuite fixée à Paris au début du XVIe siècle, elle fut anoblie avant 1597 par l’échevinage de cette ville. Elle devient l’une des plus importantes familles de la noblesse de robe, elle s'est divisée en plusieurs branches qui s’illustrèrent au Conseil, dans les cours souveraines, les ambassades, les armées du Roi. Elle a obtenu alors les honneurs de la Cour. Elle compte des membres titrés et s'éteint en 1866 pour les mâles et en 1870 pour les femmes.

## Principales personnalités

### Branche Rouillé de Meslay
- Marguerite-Thérèse Rouillé de Meslay (1660-1729), dame de la cour et marquise de Noailles puis duchesse de Richelieu et de Fronsac.

### Branche Rouillé du Coudray et de Boissy
- Hilaire Ier Rouillé du Coudray (1651-1729), magistrat et homme politique ;
- Pierre Rouillé de Marbeuf (1657-1712), diplomate, frère du précédent ;
- Hilaire-Armand Rouillé du Coudray (1684-1757), homme politique, neveu du précédent ;
- Hilaire II Rouillé du Coudray (1716-1805), militaire, fils du précédent ;
- Hilaire III Rouillé du Coudray (1765-1840), homme politique, fils du précédent ;
- Hilaire Étienne Octave Rouillé de Boissy (1798-1866), homme politique, fils du précédent.

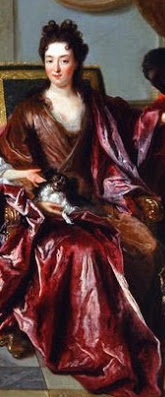
Marguerite-Thérèse Rouillé de Meslay
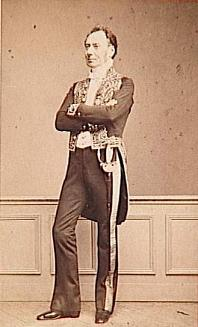
Hilaire Rouillé de Boissy

## Titres et Armoiries

### Titres
- Marquis-pair de Boissy (31 août 1817 et lettres patentes du 20 décembre 1817)[2], et du Coudray
- Comte de Meslay (lettres patentes de 1688)
- Seigneur de Boislouis, du Coudray, de Marbeuf, de Vosves...

### Armoiries

« De gueules aux 3 gantelets senestres d’or, au chef du même chargé de 3 molettes de gueules »

## Généalogie
Sauf précision, cette généalogie est dressée en suivant le Dictionnaire de la noblesse de La Chesnaye-Desbois.

### Généalogie de la famille Rouillé
- Pierre Rouillé X (1466) Marie Bigot
  - Jean Ier Rouillé X (1505) Charlotte Leschassier
    - Jean II Rouillé X Marguerite Gobelin
      - Jacques Rouillé, sgr de Meslay (?-1644) X (1609) Marguerite de Baigneaux (1591-?)
        - Marguerite Rouillé X Nicolas Lavocat
        - Marie Rouillé X (1630) Henry de Feydeau, sgr de Brou (?-1654)
        - Branche Rouillé de Meslay
        - Anne Rouillé X Pierre Roque de Varengeville, sgr de Varengeville
        - Branche Rouillé du Coudray
        - Élisabeth Rouillé (1633-1730) X  (1652) Henri Lambert d'Herbigny, marquis de Thibouville (1623-1700)

      - Suzanne Rouillé X (1608) François du Four (?-1650)

    - Jacques Rouillé X Madeleine Le Tellier
      - Jehan Rouillé, sgr du Marais X Louise de Barillon
        - Madeleine Rouillé X Étienne de La Bistrate

    - Catherine Rouillé (?-1595) X Jean Charpentier (?-1584)
    - Denise Rouillé X (1547) Pierre Canaye, sieur de Poncourt (?-1572)

### Branche Rouillé de Meslay
- Jean III Rouillé de Meslay, comte de Meslay (1607-1698) X (1655) Marie de Comans (1630-1717)
  - Jean-Baptiste Rouillé de Meslay, comte de Meslay (1656-1715) X (1696) Anne-Catherine de Labriffe (1679-1701)
    - Anne-Jean Rouillé de Meslay, comte de Meslay (1696-1725)

  - Marie-Anne Rouillé de Meslay (1659-1714) X (1677) Charles-Denis de Bullion, marquis de Fervaques (1651-1721)
  - Marguerite-Thérèse Rouillé de Meslay (1661-1729) X (1687) Jean-François de Noailles, marquis de Noailles  (1658-1699) puis mariée à Armand-Jean de Vignerot du Plessis de Richelieu, duc de Richelieu et de Fronsac (1629-1715) en 1702
  - Élisabeth Rouillé de Meslay (1664-1740) X (1683) Étienne Bouchu, marquis Sancergues (1655-1715) puis mariée à Paul Sigismond de Montmorency-Luxembourg, duc de Châtillon (1664-1731) en 1731

### Branche Rouillé du Coudray et de Boissy
- Pierre Rouillé du Coudray, sgr du Coudray (1612-1678) X (1646) Jeanne Marcès (?-1679)
  - Marguerite Rouillé du Coudray X (1686) Antoine Bitault, baron de Vaillé-Rochereau
  - Hilaire Ier Rouillé du Coudray (1651-1729) X (1675) Denise Coquille (1660-1712)
    - Hilaire-Armand Rouillé du Coudray, sgr du Coudray (1684-1775) X (1715) Marie Louise Le Féron (1698-1776)
      - Hilaire II Rouillé du Coudray, marquis du Coudray (1716-1805) X (1750) Catherine de Saint Christau (?-1752) puis marié à Marie d'Abbadie d'Ithorrotz (1738-1786) en 1753 (dont descendance)
        - Hilaire-Jean Rouillé du Coudray (?-1758)
        - Marie Rouillé du Coudray (1759-1815) X (1777) Michel de Choiseul d'Aillecourt, comte de Choiseul d'Aillecourt (1754-1796)
        - Christine Rouillé du Coudray (1765-1832) X (1787) Louis d'Estampes, marquis d'Estampes (1763-1833)
        - Hilaire III Rouillé du Coudray, marquis de Boissy (1765-1840) X (1789) Catherine d'Aligre (1771-1850)
          - Hilaire Rouillé de Boissy, marquis de Boissy (1798-1866) X (1823) Amélie de Musnier de La Converserie (1803-1836) (dont descendance) puis marié à Teresa Guiccioli (1800-1873) en 1847
            - Octavie Rouillé du Coudray (1824-1866) X (1843) Charles de Rohan-Chabot (1819-1893), duc de Rohan

          - Blanche Rouillé du Coudray (1802-1855) X (1821) Augustin-Pierre d'Aubusson de La Feuillade, comte d Aubusson (1793-1842)
          - Catherine Rouillé du Coudray (?-1870) X (1810) Joseph de Préaulx, marquis de Préaulx (1787-1849)

      - Geneviève Rouillé du Coudray (1717-1794) X (1737) Jean-Baptiste de Machault d'Arnouville, comte d'Arnouville (1701-1794)

    - Denis-Léon (1688-1734)
    - Pierre Rouillé du Coudray (1697-?)

  - Pierre Rouillé de Marbeuf, sgr de Marbeuf et de Saint-Seine (1657-1712) X Françoise Bitault (?-1719)

## Alliances

### Branche Rouillé de Meslay
Cette famille s'est alliée aux familles : de Comans (1655), de Bullion (1677), Bouchu (1683), de Noailles (1687), de Labriffe (1696), de Vignerot du Plessis de Richelieu (1702), de Montmorency-Luxembourg (1731)...

### Branche Rouillé du Coudray et de Boissy
Cette famille s'est alliée aux familles : Bigot (1466), Leschassier (1505), Canaye (1547), du Four (1608), de Baigneux (1609), Le Bret (1611), de Feydeau (1630), Marcès (1646), Lambert d'Herbigny (1652), Coquille (1675), Bitault (1686), Le Féron (1715), de Machault d'Arnouville (1737), de Saint-Christau (1750), d'Abbadie d'Ithorrotz (1753), de Choiseul d'Aillecourt (1777), d'Estampes (1787), d'Aligre (1789), de Préaulx (1810), d'Aubusson de La Feuillade (1821), de Mesnier de La Converserie (1823), de Rohan-Chabot (1843), Guiccioli (1847), de Barillon, Charpentier, Gobelin, de La Bistrate, Lavocat, Le Tellier, Roque de Varengeville...